# Ernie McKay
Pour les articles homonymes, voir McKay.
Ernie McKay, né le 7 octobre 1896 à Templemore dans le comté de Tipperary et mort en novembre 1995 à Colchester en Angleterre, est un footballeur international irlandais.
Jouant au poste de milieu de terrain, il fait partie de la première équipe nationale irlandaise créée après l'indépendance du pays et dispute les Jeux olympiques d'été de 1924 à Paris. Il compte deux sélections.

## Carrière
Ernest Arthur McKay nait à Templemore dans le comté de Tipperary. Il est le deuxième garçon d'une fratrie de cinq enfants dont les parents sont John et Mary Elisabeth McKay. Son père étant un soldat écossais, enfant il grandit au Camp de Curragh une des principales bases militaires de l'armée britannique à côté de Dublin dans le comté de Kildare. La famille déménage ensuite à Oxmantown Road à Dublin. Lorsque l'insurrection de Pâques 1916 éclate il est jeune télégraphique à la Poste centrale de Dublin, lieu d'affrontements sanglants.
Ernie McKay joue au football. Il s'engage avec le St. James's Gate FC qui accueille dans le club des joueurs même s'ils ne sont pas salariés de Guinness. Il dispute la saison inaugurale du championnat d'Irlande de football qu'il remporte avec ses coéquipiers. La même année, il remporte la coupe d'Irlande.
McKay est sélectionné parmi vingt-deux joueurs pour représenter le nouvel État irlandais. Il participe aux Jeux olympiques d'été de 1924 à Paris au mois de juin. Titulaire en défense, il dispute deux rencontres lors de la compétition. Au premier tour les Irlandais s'imposent 1-0 contre la Bulgarie. C'est le premier match officiel de l'histoire de l'équipe nationale irlandaise. Il est aussi sur le terrain pour le quart de finale contre les Pays-Bas. Les Néerlandais s'imposent 2-1 après prolongation. McKay ne participe pas aux deux autres rencontres amicales disputées juste après les Jeux par l'équipe nationale. Ce sont les deux seules sélections de McKay.
Il faut attendre cent ans pour qu'en juin 2024 la fédération irlandaise reconnaisse ces trois matchs comme pleinement représentatifs de l'équipe nationale,.
McKay a travaillé toute sa vie à An Post, la poste irlandaise. Il prend sa retraite avec le statut de superintendant à la poste centrale de Dublin. Dans les années 1960, Ernie McKay et son épouse déménagent à Colchester en Angleterre pour être plus près de leur fille Elisabeth qui y réside. Il y meurt en novembre 1995.

## Palmarès
St. James's Gate FC
- Champion d'Irlande en 1922
- Vainqueur de la Coupe d'Irlande en 1922